# Ducati 750 Sport
 (décembre 2022).
Si vous disposez d'ouvrages ou d'articles de référence ou si vous connaissez des sites web de qualité traitant du thème abordé ici, merci de compléter l'article en donnant les références utiles à sa vérifiabilité et en les liant à la section « Notes et références ».
La 750 Sport est un modèle de moto du constructeur italien Ducati produite entre 1988 et 1990.
Reprenant le nom d'une machine qui a marqué l'histoire de Ducati, la 750 Sport représente la relève de la 750 F1.

## Description
Le moteur est tiré de la 750 Paso. Le bicylindre à distribution par courroie est donné pour 75 chevaux à 8 500 tr/min et plus de 7 mkg, le tout pour un poids contenu de 180 kg. Ce moteur est alimenté par un carburateur double corps Weber de 40 mm de diamètre.
Le cadre est extrapolé de la F1, avec un treillis tubulaire au chrome-molybdène.

La fourche télescopique et le monoamortisseur arrière proviennent du catalogue Marzocchi.

Le freinage est confié à deux disques de 280 mm à l'avant et un disque de 270 mm à l'arrière, pincés par des étriers Brembo double pistons.

Les roues de 16 pouces de la Paso sont également conservées.
Les premières machines sortent en rouge et bleu. L'année suivante, elle est disponible en rouge et gris. Par ailleurs, une petite quantité est sortie en noir et gris.